# Vahagn

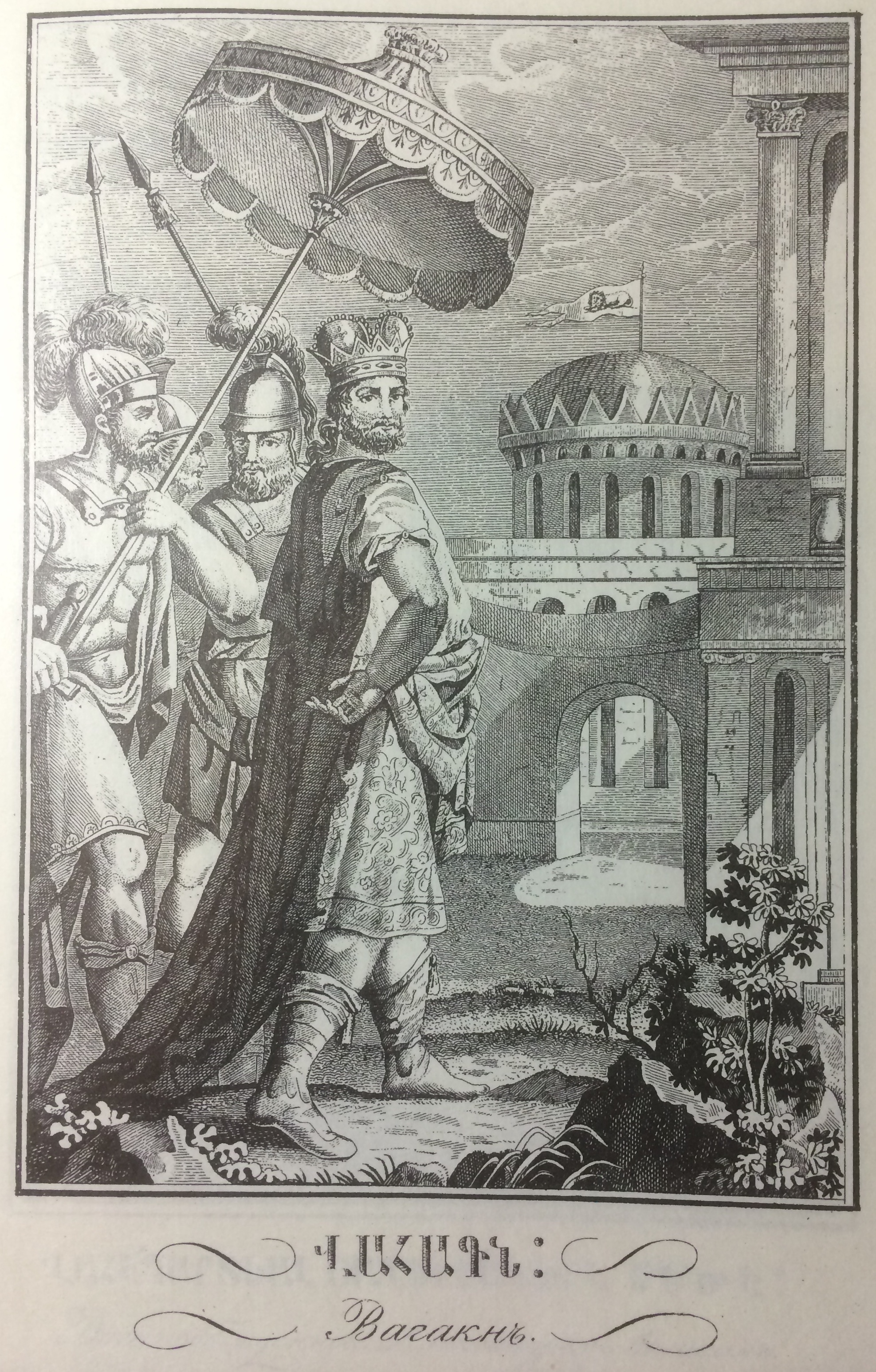
Vahagn de Armenia.

Vahagn de la Armenia fue un rey mitológico de la Gran Armenia.

## Mitología
En el texto atribuido a Moisés de Corene y compuesto cerca de mil años después, Historia de Armenia, Vahagn es uno de los hijos de Tigranes I de Armenia; Tigranes tuvo tres hijos, Bab, Tiran y Vahagn.
Los descendientes de Vahagn fueron:
- Laŕawan, hijo de Vahagn
- Nerseh, hijo de Laŕawan
- Zareh, hijo de Nerseh
- Armog, primogénito de Zareh
- Bagam, primogénito de Armog
- Vahan, hijo de Bagam
- Vahē, hijo de Vahan. Murió combatiendo con Alejandro Magno

Vahagn luchó contra dragones y los derrotó, y sus hechos son comparables a los de Hércules. Se convirtió en un dios: había una imagen suya en Georgia, que era adorada con sacrificios.
Tuvo un nacimiento milagroso, era llamado Vishapakagh, el matador de dragones, libró Armenia de monstruos y fue deificado a causa de su valor. Se casó con la diosa de la belleza y la personificación de la Luna, Astghik, segunda hija de Aramazd y Sandramet.